# ゴールデンバレーゴルフ倶楽部
ゴールデンバレーゴルフ倶楽部（Golden Valley Golf Club）は、兵庫県西脇市鹿野町に広がるゴルフ場である。

## 概要

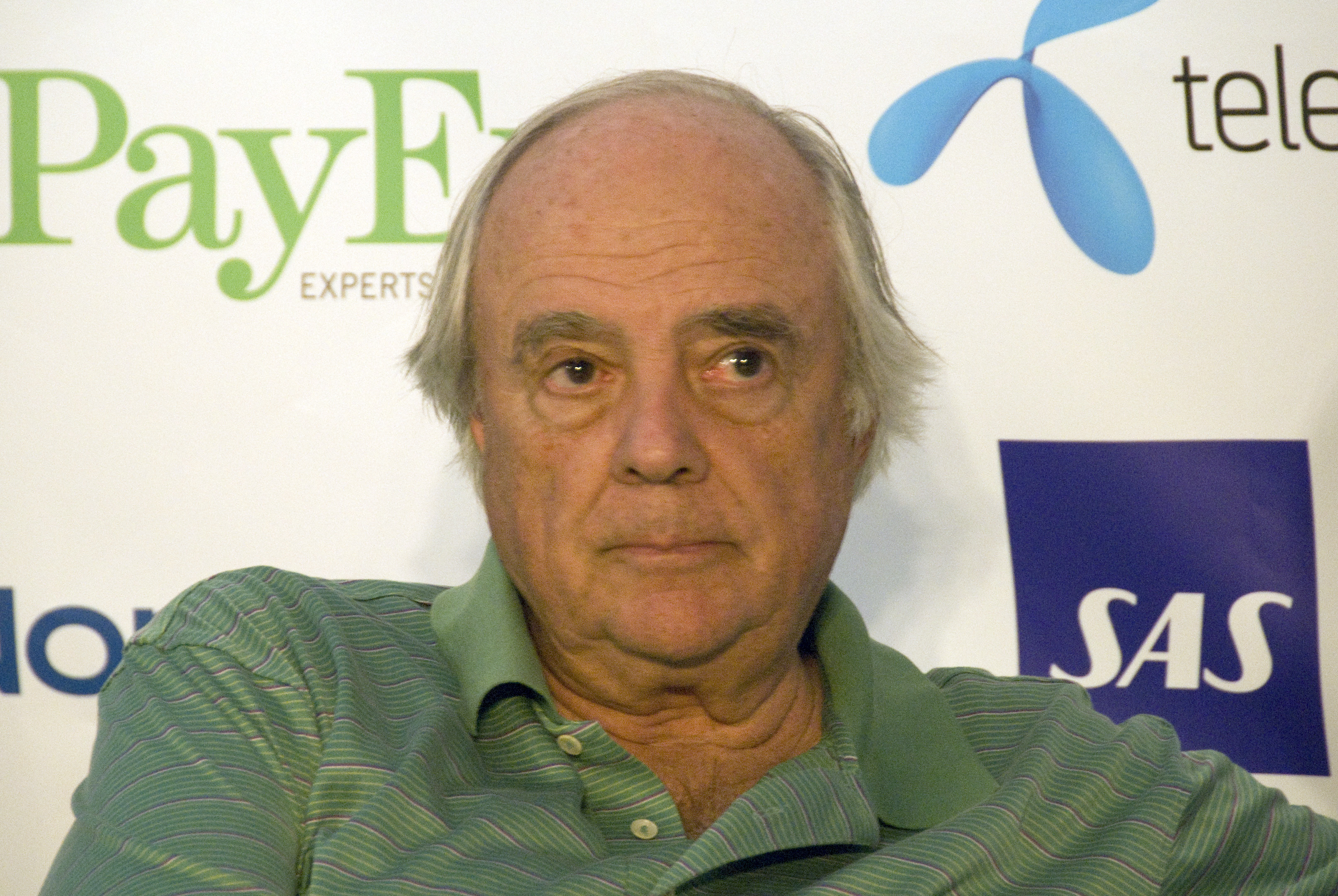
ロバート・トレント・ジョーンズ・ジュニア

ゴールデンバレーゴルフ倶楽部は、新たなゴルフ場建設に向け、「信和ゴルフ株式会社」がゴルフ場経営に乗り出したことに始まる。コース設計はロバート・トレント・ジョーンズ・ジュニア（Robert Trent Jones Junior）が、工事は大成建設株式会社が行い、1987年（昭和62年）10月28日、18ホール規模のゴルフ場が開場された。
その後、2004年（平成16年）10月13日、信和ゴルフ株式会社は民事再生法を申請、2005年（平成17年）8月20日、信和ゴルフグループ5社が再生計画案を提出、同年10月5日、自主再建型の再生計画案が成立、経営が信和ゴルフ株式会社から「株式会社ゴールデンバレーゴルフ倶楽部」に移行された。
コースは、特徴的なのがクリークの多さである、周囲の山裾より湧き出るクリークと池が15ホールに絡んでいることである。それに加えてグリーンは大きくことで、正確なショットと戦略性を求められる丘陵コースである。トーナメントの開催は、1990年の三菱ギャラントーナメントが最初で、4年後の1994年には、準メジャーのPGAフィランスロピートーナメントが開催された。その後、トーナメントの開催は無かったが、2014年に、日本のプロゴルフメジャー大会の1つ、日本プロゴルフ協会主催競技でもあり、日本選手権大会に相当する、日本プロゴルフ選手権大会を開催した。

## 所在地
〒677-0033 兵庫県西脇市鹿野町字比延山1353-9番地 

## コース情報
- 開場日 - 1987年10月28日
- 設計者 - ロバート・トレント・ジョーンズ・ジュニア
- 面積 - 2,800,000m2（約84.7万坪）
- コースタイプ - 丘陵コース
- コース - 18ホールズ、パー72、7,233ヤード、コースレート77.4
- グリーン - 1グリーン、ベント（ペンクロス）
- プレースタイル - 乗用カート、キャディ付き
- 練習場 - 14打席 300ヤード
- 休場日 - 1月1日[4][5]

## クラブ情報
- ハウス面積 - 2,651m2（801.9坪）
- ハウス設計 - 阿閉建築設計事務所
- ハウス施工 - 大成建設株式会社[4][5]

## ギャラリー
- コース - 「ゴールデンバレーゴルフ倶楽部」、コースガイド
- ハウス - 「ゴールデンバレーゴルフ倶楽部」、施設案内

## 交通アクセス
鉄道
- 山陽新幹線・神戸市営地下鉄 - 新神戸駅よりタクシー利用 約55分

道路
- 中国自動車道 - ひょうご東条ICより 約20分
- 中国自動車道 - 滝野社ICより 約15分[6]

## メジャー選手権
- 1994年 - PGAフィランスロピートーナメント
- 2014年 - 第82回 日本プロゴルフ選手権大会 日清カップヌードル杯[7]

## 関連文献
- 『プレジデント President』、「ゴールデンバレーゴルフ倶楽部　日本一の難コース」、宮崎紘一 ・細田榮久著、東京 プレジデント社、2000年4月、2020年9月27日閲覧
- 『週刊ダイヤモンド』、「Good Shot!　週刊ダイヤモンドが選んだ日本のベスト・コース150(2)第17位 ゴールデンバレーゴルフ倶楽部」、西澤忠著、東京 ダイヤモンド社、2002年5月18日、2020年9月27日閲覧
- 『ゴルフ場ガイド 西版』2006-2007、「ゴールデンバレーゴルフ倶楽部（兵庫県）」、東京 ゴルフダイジェスト社、2006年5月、2020年9月27日閲覧